# Louetsi-Wano

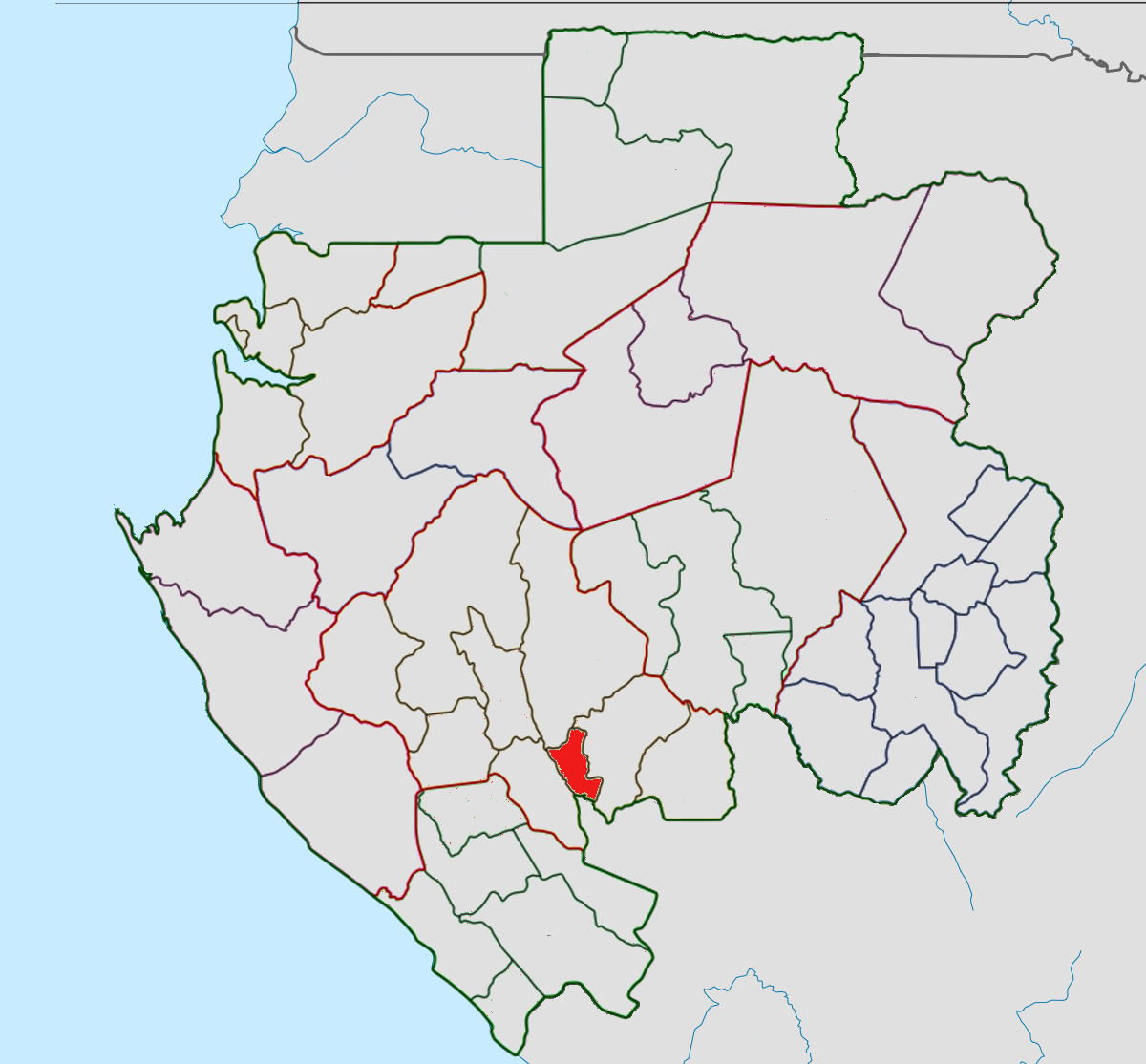
Mapa identificando Louetsi-Wano

Louetsi-Wano é um departamento da província de Ngounié, no Gabão. A capital chama-se Lebamba.